# Stängda dörrar
Stängda dörrar è un film per la televisione del 1959 diretto da Alf Sjöberg.